# 運 (小説)
『運』（うん）は、芥川龍之介の小説。1917年（大正6年）1月に雑誌『文章世界』にて発表された。芥川の第1創作集『羅生門』に収録された。
出典は『今昔物語』巻十六「貧女清水観音値盗人夫語第三十三」である。目先の変わった物語であるが、原作の筋をほぼそのまま踏襲している。芥川は、物質的な幸福だけを真の幸福と考える若侍と、精神の内部における幸福を最大視する翁と、この相対する二つの型の人間の会話を最後において、種類の異なった幸福感を示し、原作に多少の綾を付与した。